# Noctuana
Noctuana là một chi bướm ngày thuộc họ Bướm nâu.